# Karl Erhardt
Karl Erik Erhardt, född den 18 augusti 1873 i Filipstad, död den 17 juli 1960 i Stockholm, var en svensk militär. Han var bror till Richard Erhardt.
Erhardt blev underlöjtnant vid Värmlands regemente 1895 och vid Svea trängbataljon 1896. Han blev löjtnant vid sistnämnda förband 1897 och kapten där 1911. Erhardt befordrades till major i trängen 1918 och till överstelöjtnant 1922. Han var chef för Norrlands trängkår 1919–1924 och för Göta trängkår 1924–1927. Erhardt blev riddare av Svärdsorden 1916. Han vilar på Norra begravningsplatsen utanför Stockholm.